# Quis fuit horrendos primus qui protulit enses?
La frase latina Quis fuit horrendos primus qui protulit enses? ("Chi fu il primo a inventare le orride armi?") è l'incipit di un'elegia di Tibullo.
Nel componimento, Tibullo esalta la frugale vita agreste del tempo passato, che non necessitava di guerre e armi, introdotte invece dalla successiva avidità e dalla continua cupidigia (quella che Virgilio definisce auri sacra fames).
Il verso è ormai divenuto comune (spesso nella forma abbreviata del primo emistichio Quis fuit horrendos...) per sottolineare con amara tristezza che gran male sia la guerra.

## Influenza culturale
I primi versi del carme sono citati in traduzione in apertura al film Il mestiere delle armi di Ermanno Olmi (2001).